# Наґано Осамі
Осамі Наґано (яп. 永野修身; 15 червня 1880, Коті, Японська імперія — 5 січня 1947, Токіо, Японія) — японський військовий та державний діяч, маршал флоту (21 червня 1943), міністр флоту Японії, начальник Генерального штабу Імперського флоту Японії, одна з ключових фігур вищого військового керівництва Японії часів Другої світової війни, по завершенню якої він опинився на лаві підсудних під час Токійського трибуналу над воєнними злочинцями, проте помер до завершення судового слухання.

## Початок кар'єри
Осамі Наґано народився 15 червня 1880 року в місті Коті у родині колишнього самурая. 

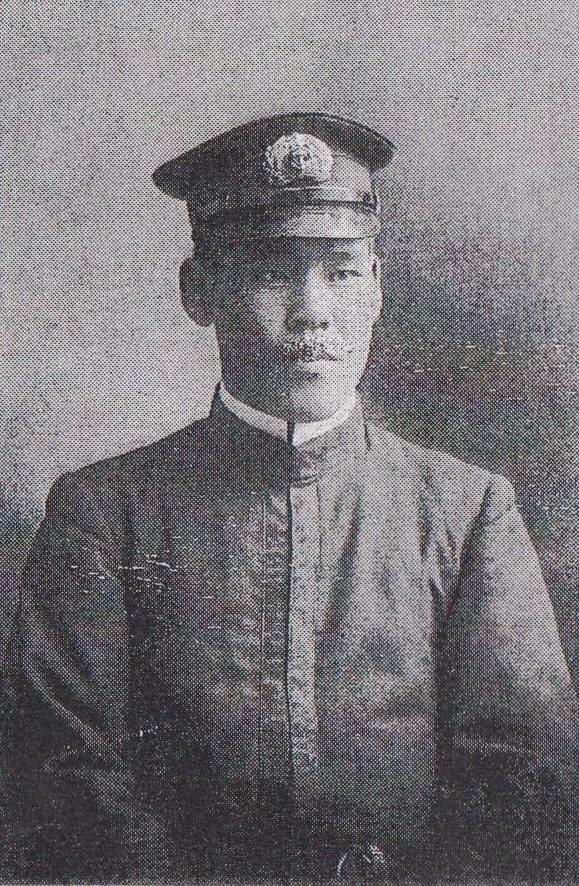
Осамі Наґано під час навчання в академії

У 1900 році Наґано закінчив військово-морську школу, ставши другим за успішністю з-поміж 105 курсантів. 13 грудня 1900 року він розпочав військову службу у званні мічмана на крейсері Хашидате. Пізніше він служив на лінкорі Асахі, а потім і на крейсері Асама. Під час російсько-японської війни служив на штабних посадах. 1905 року, отримавши звання капітан-лейтенанта, був переведений на Шікісіму. У 1905—1906 роках він вивчав артилерійську справу та навігацію. У період з 1906 до 1908 року служив на крейсері Іцукусіма. 
1909 року Наґано закінчив Військову академію флоту Японії, після чого був призначений на лінкор Каторі у званні капітана III рангу. 
У період із 1913 до 1915 року працював перекладачем при військовій місії Японії у США, паралельно навчаючись у Гарвардській школі права. 
Під час Першої світової війни Наґано служив на суднах Ніссін та Івате. По завершенню Першої світової війни отримав звання капітана І рангу. У 1919 році став командиром крейсера Хірадо. З грудня 1920 року працював військовим аташе у США, брав участь у Вашингтонській морській конференції. У листопаді 1923 року повернувся до Японії, вже в грудні 1923 року отримав звання контрадмірала. Відвідував США ще у 1927 та 1933 роках. 

## Міжвоєнний період

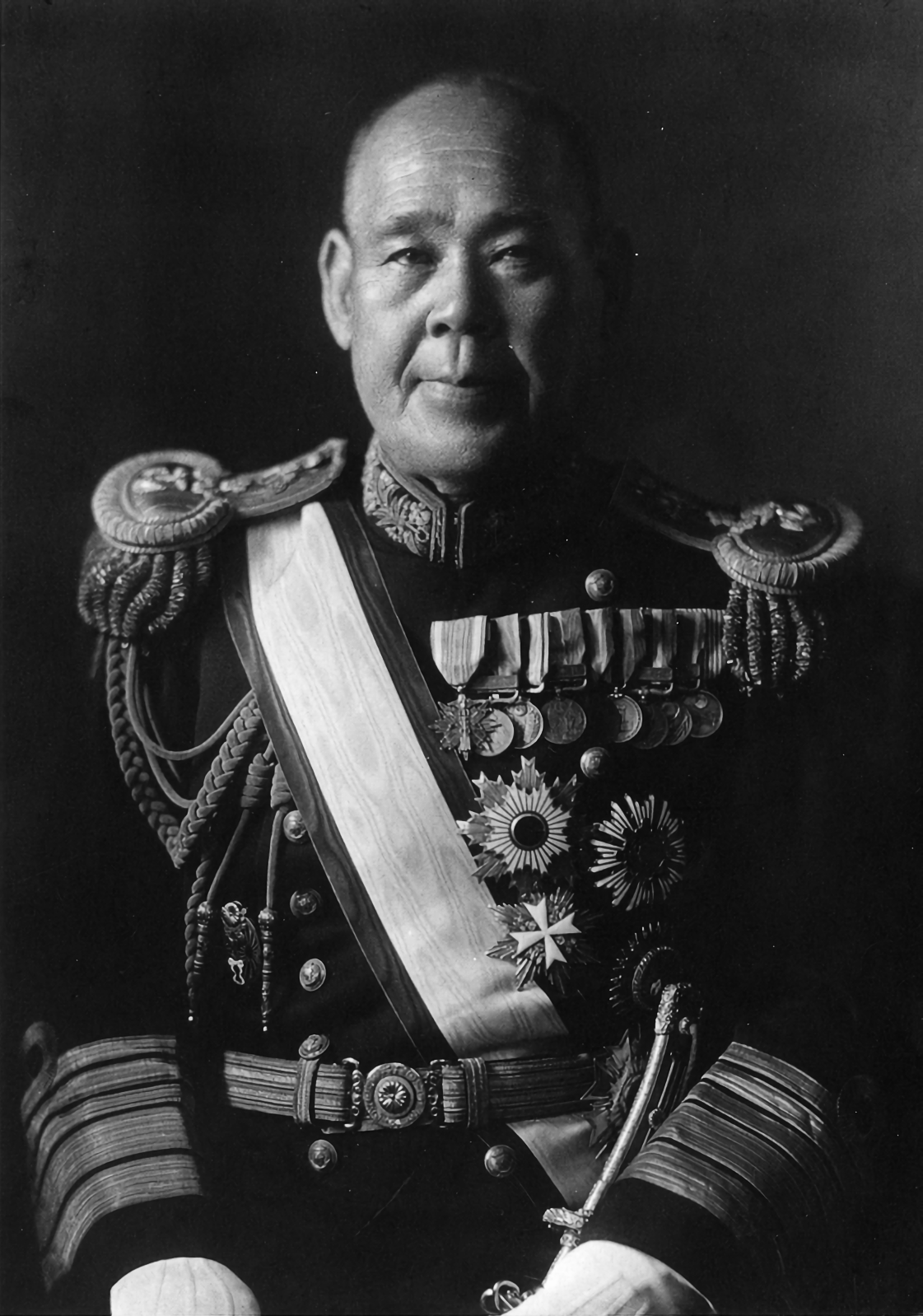
Портрет адмірала Осамі Наґано, 1940 рік

У лютому 1924 року Наґано очолив відділ розвідки при Генеральному штабі Імперського флоту Японії. У грудні 1924 року став командувачем 3-ї ескадри крейсерів, з 20 квітня 1925 року до 20 серпня 1926 року командував 1-м Китайським експедиційним флотом, а у період з 1 лютого 1927 року до 15 січня 1928 року — навчальним флотом при Військовій академії флоту Японії. 1927 року отримав звання віцеадмірала. 
10 грудня 1928 року очолив Військову академію флоту Японії. 
Із 6 жовтня 1930 до 10 жовтня 1931 року був заступником начальника Генерального штабу Імперського флоту Японії. Брав участь у Женевській конференції та Лондонській військово-морській конференції. З 1933 до 1934 року очолював військово-морський округ Йокосука.    1 березня 1934 року отримав звання адмірала. Потім служив військовим радником, був головним делегатом від Японії у Лондонській військово-морській конференції 1935 року, з якої Японія пізніше вийшла через те, що не змогла задовольнити власні вимоги щодо морського воєнного паритету з Великою Британією та США.
9 березня 1936 року Осамі Наґано став міністром флоту Японської імперії в новоствореному кабінеті Хіроти Кокі. Після відставки прем'єр-міністра 2 лютого 1937 року також пішов у відставку. Того ж дня, 2 лютого 1937 року, був призначений командувачем Об'єднаного флоту та одночасно 1-о флоту, керував підготовкою до війни. 

## Друга світова війна
9 квітня 1941 року Наґано очолив Генеральний штаб Імперського флоту. Однак він не зміг стати настільки хорошим командувачем, як від нього очікували, адже більшість власних повноважень він делегував підлеглим. Будучи вірним імператору та прихильником ідей мілітаризму, він відіграв чи не ключову роль у прийнятті рішення про початок війни з США. 
Після заморозки постачання американської нафти до США адмірал особисто повідомив імператору про те, що запасів нафти вистачить на 2 роки, якщо ембарго не буде знято, а тому Японія повинна бути готова до початку війни з США. Разом із генералом Хадзіме Сугіямою він закликав негайно припинити всі переговори з США та розпочати війну. Спершу виступив проти плану Ямамото щодо нападу на Перл-Гарбор, вважаючи його непотрібним відволіканням уваги 1-о авіаносного флоту, проте врешті-решт дав згоду на проведення цієї воєнної операції. 
У червні 1943 року Наґано отримав звання маршала флоту. Проте через велику кількість невдач на полі бою вже 1944 року він змушений був залишити керівництво Генеральним штабом. До кінця війни залишався військовим радником при уряді, проте активної участі у керівництві військами більше не брав.

## Після війни
У березні 1946 року був заарештований американськими військами. Він був визначений як один із головних воєнних злочинців, а тому опинився на лаві підсудних під час Токійського трибуналу, проте не дочекався свого вироку. 5 січня 1947 року Осамі Наґано помер від серцевого нападу, викликаного ускладненням пневмонії, у 49-у армійському медичному центрі, куди його перевели із в'язниці Суґамо. 